# Grüne Post
Grüne Post var ett tyskt segelflygplan.
Flygplanet konstruerades av Alexander Lippisch 1932 som ett övningssegelflygplan. Tanken med konstruktionen var att det skulle vara lätt och billigt att bygga flygplanet privat eller inom en flygklubb. Flygplanen byggdes på licens efter inköpta ritningar.
I Tyskland tillverkades flera flygplan varav ett var registrerat på Herman Göring. I Sverige byggdes två exemplar av teknologerna vid Chalmers Institut och Douglas Hamilton köpte ett exemplar i Lettland, vilket sedan flygbogserades över Östersjön av Antonius Raab med en BFW U 12 Flamingo och med Hamilton i segelflygplanet.
Konstruktionen var ett ensitsigt halvt fribärande högvingat monoflygplan, där vingarna stadgades upp med fyra stycken vingstöttor. Vingen var tvådelad med två massiva träbalkar klädda med fanér och duk. Kroppen är en träkonstruktion där bakkroppen är klädd med duk medan framkroppen täcktes med fanér. Flygplanet kunde starta med gummirep-, vinsch- eller med flygbogsering.
På grund av flera haverier där man drabbades av problem med stabiliteten i girplanet infördes 1934 totalt flygförbud för typen i Tyskland.